# Dipodomyces phloeocharidis
Dipodomyces phloeocharidis är en svampart som beskrevs av T. Majewski 1981. Dipodomyces phloeocharidis ingår i släktet Dipodomyces och familjen Laboulbeniaceae.   Inga underarter finns listade i Catalogue of Life.